# Dlouhá Lomnice
Dlouhá Lomnice (németül: Langlamnitz) Bochov településrésze Csehországban a Karlovy Vary-i kerület Karlovy Vary-i járásában. Központi községétől 4 km-re nyugatra fekszik. A 2001-es népszámlálási adatok szerint 67 lakóháza és 95 lakosa van.

## Képtár

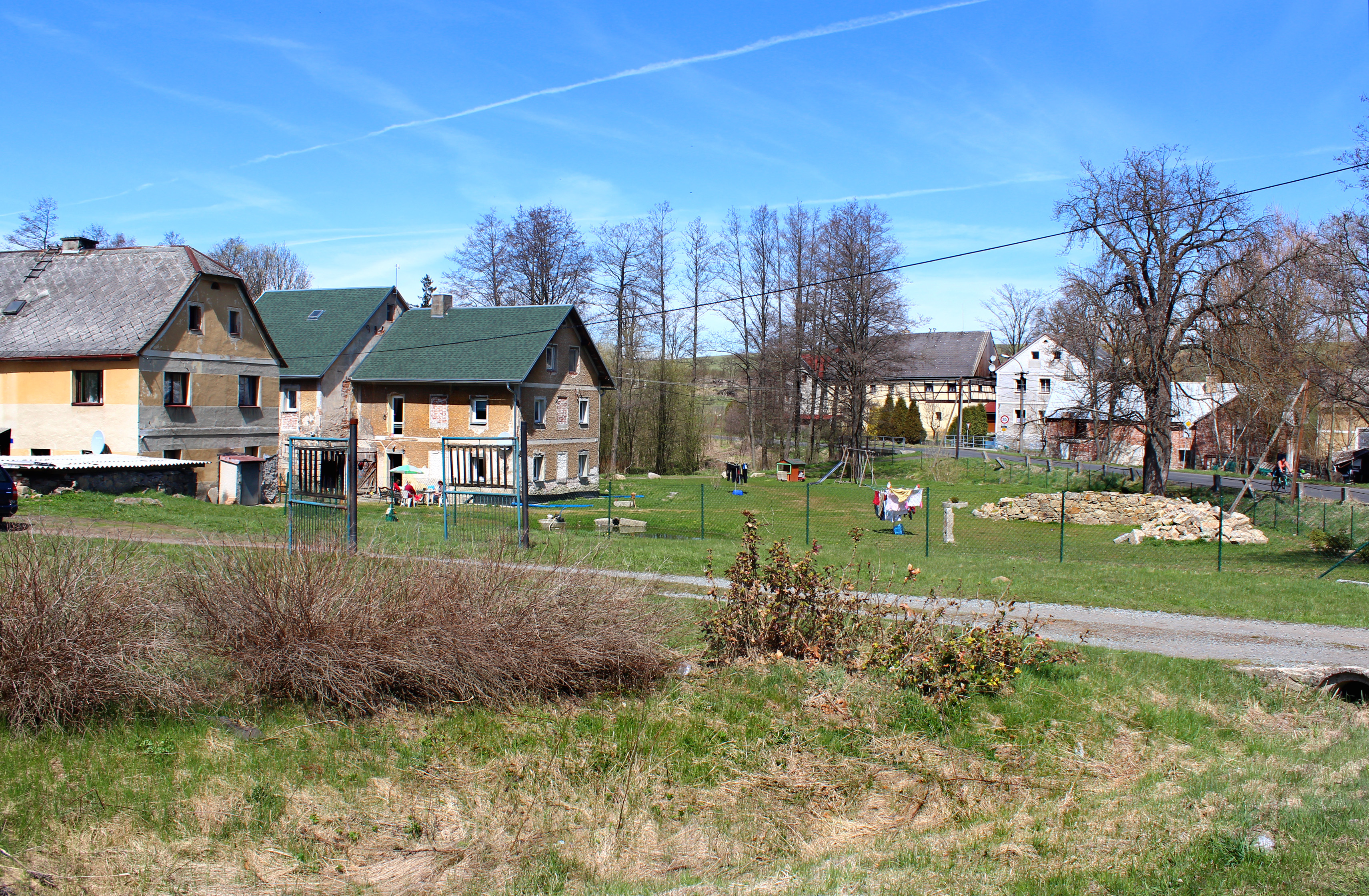
A település központja
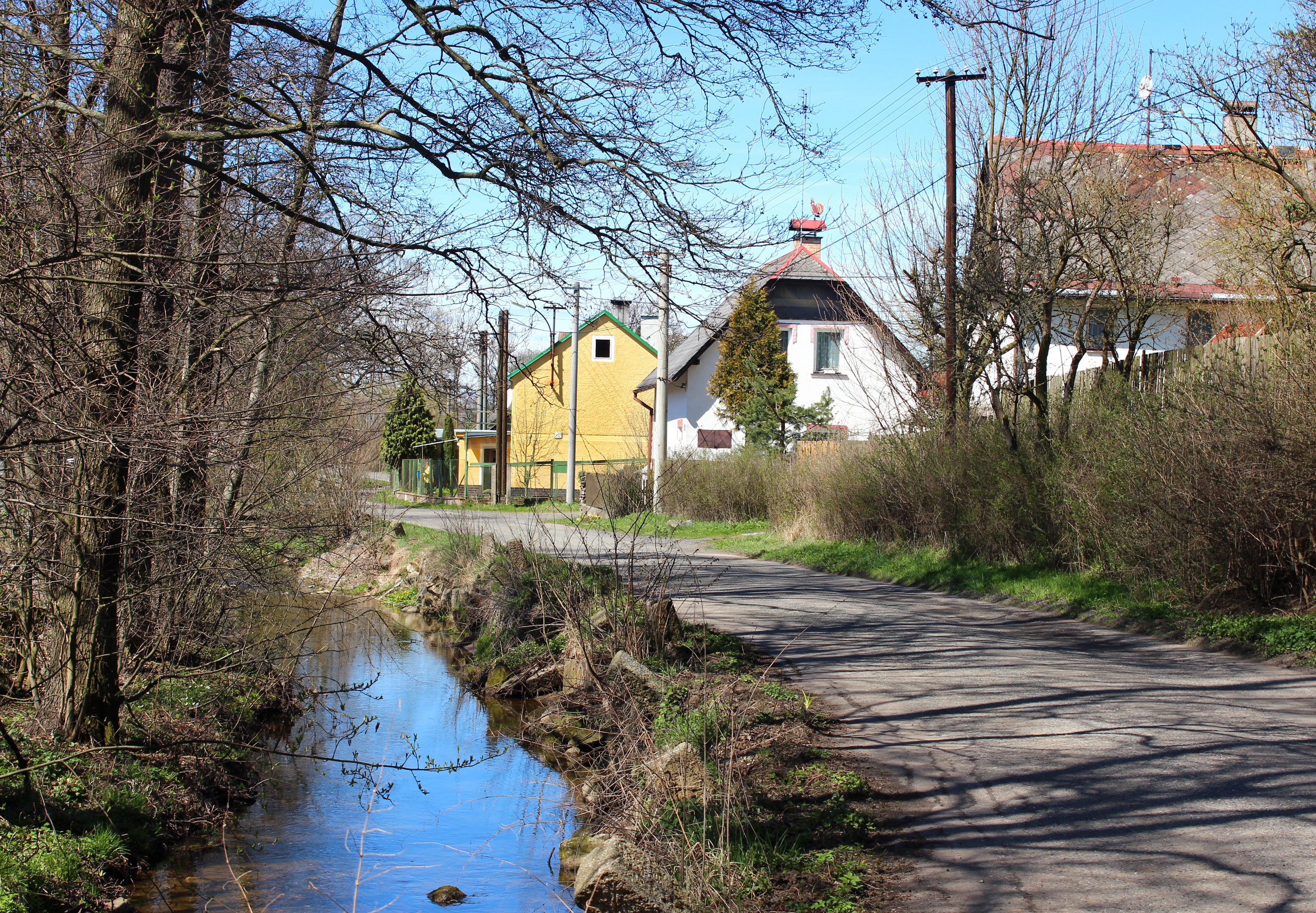
Lomnic patak
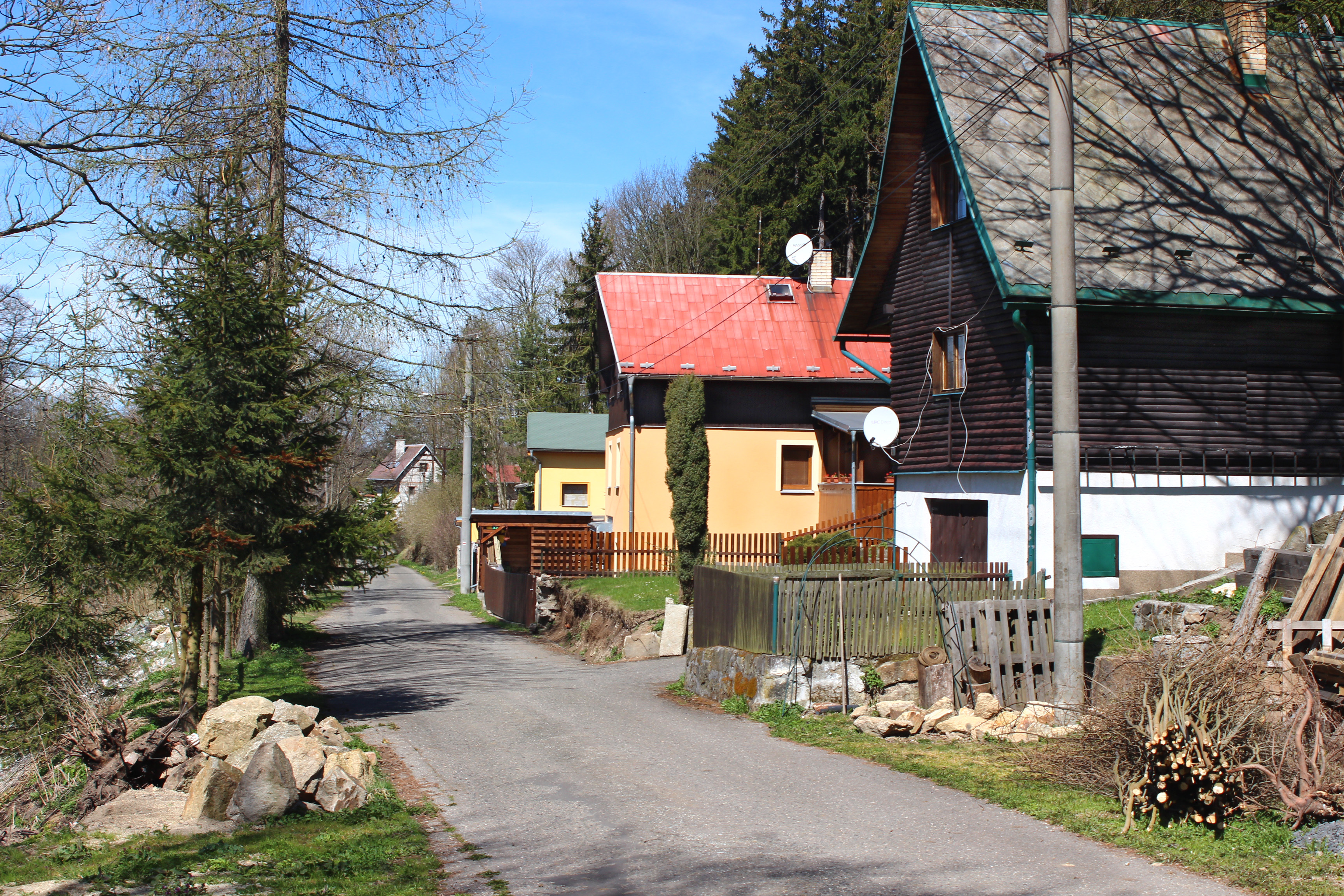
A település keleti része